# Многоъгълница
Многоъгълница (Polygonia c-album), наричана още ъглокрилка, е вид пеперуда, срещаща се и в България.

## Описание
Крилете на този вид пеперуда са с размери 5,0 – 6,4 cm и са с назъбени краища. Отгоре са оранжеви с черни и тъмнокафяви петна. Отдолу – кафеникави с бяло петно под формата на буквата „С“.
- ♂ Многоъгълница
- ♂ △ Многоъгълница
- ♀ Многоъгълница
- ♀ △ Многоъгълница

## Разпространение
Разпространена е в Евразия и Северна Африка.

## Начин на живот и хранене
Пеперудата е горски вид, обитаващ райони до около 2000 м. н.в. Среща се често и в градини, изоставени кариери, железопътни линии. Основно хранително растение за гъсениците е копривата (Urtica dioca).